# 水原佐保
水原 佐保（みずはら さお）は、日本の推理小説作家。
2005年、第9回角川学園小説大賞優秀賞を受賞。2006年6月、角川書店より『青春俳句講座 初桜』でデビューする。長野県出身。
デビュー作以降作品の発表がなかったが、2010年4月、ミステリ雑誌『ミステリーズ!』で4年ぶりに新作小説を発表した。

## 作品リスト
- 単行本
  - 青春俳句講座 初桜（角川書店、2006年6月）
若き俳人、綾小路花鳥の元で俳諧を学ぶ女子高校生、水原さとみ（俳号、佐保）を語り手とし、舞台に長野県小諸市を配した日常の謎ミステリ。
- 短編
  - 春愁う / 燕来る （『ミステリーズ!』Vol.40、2010年4月号、東京創元社）